# Trapezites phigalioides
The Montane Ochre Skipper (Trapezites phigalioides) là một loài bướm ngày thuộc họ Bướm nhảy. Nó được tìm thấy ở New South Wales, Queensland và Victoria.
Sải cánh dài khoảng 30 mm.
Ấu trùng ăn Lomandra filiformis.